# NGC 6836
NGC 6836 ist eine Balken-Spiralgalaxie vom Hubble-Typ SBm im Sternbild Schütze am Südsternhimmel. Sie ist schätzungsweise 78 Millionen Lichtjahre von der Milchstraße entfernt.
Das Objekt wurde am 2. August 1881 von dem Astronomen Edouard Stephan entdeckt und später von Johan Dreyer in seinen New General Catalogue aufgenommen.